# Reineta d'ulls vermells americana
La reineta d'ulls vermells americana (Agalychnis callidryas) és una espècie de granota que viu a l'àrea compresa entre el sud de Mèxic, Amèrica Central i el nord de Colòmbia.
Havia estat considerada espècie amenaçada en perill d'extinció, tot i que aquesta classificació li fou retirada al llarg del segle xxi. S'ha documentat que la càrrega bacteriana de la pell en individus silvestres d'aquesta espècie és més del doble que la d'altres granotes en captivitat, fet associat a la dieta i beneficiós per a l'adaptació a l'entorn d'aquests amfibis.